# Autostrada A85 (Franța)
Autostrada A85 este o autostradă franceză care leagă A11 (la est de Angers) de A71 (la Theillay, în departamentul Loir-et-Cher, la nord de Vierzon), trecând prin sudul orașului Tours. Are o lungime de 206 km, cu un tronson gratuit între Tours și Langeais. Dispune de 2 × 2 benzi pe întreaga sa lungime, după finalizarea lucrărilor din 2021 pe mai multe viaducte care anterior aveau 2 x 1 bandă. Secțiunea Tours-Vierzon face parte din marea centură de ocolitore a Parisului. Această autostradă este acoperită de postul de radio Radio VINCI Autoroutes (107.7 FM).

## Istoric
Primul tronson al acestei autostrăzi a fost deschis circulației în 1997, făcând legătura între bariera de taxare de la Corzé, la nord de Angers (intersecția cu autostrada A11), și Bourgueil (Indre-et-Loire).
În 2001, secțiunea de est între autostrada A71 și Villefranche-sur-Cher a fost deschisă circulației, fiind extinsă până la Saint-Romain-sur-Cher în 2003. În paralel, tronsonul Druye – Joué-lès-Tours a fost inaugurat în 2002, urmat de traversarea Loarei până la vest de Langeais în 2003.
Tronsonul Bourgueil – Langeais a fost inaugurat pe 29 ianuarie 2007, cu 7 luni înainte de termenul prevăzut în ultimul calendar. Lucrările au început însă cu mari întârzieri (datorită anulării Declarației de Utilitate Publică - DUP) din cauza unor controverse legate de mediu, provocate de traversarea autostrăzii printr-un sit protejat. Odată cu deschiderea acestui tronson, legătura rutieră între Tours și Angers a fost în sfârșit finalizată.
Ultima secțiune a autostrăzii A85, cu o lungime de 63 km între Druye și Saint-Aignan-sur-Cher, a fost deschisă circulației pe 18 decembrie 2007, cu un avans de 1,5 până la 4,5 luni, în funcție de cele două subsecțiuni.
Inițial, autostrada A85 se termina la centura orașului Tours, prin secțiunea Druye - Joué-lès-Tours, care a fost deschisă circulației în 2013.
În cele din urmă, autostrada A85 a fost extinsă până la Vierzon, trecând astfel la sud de Tours, ceea ce a făcut ca secțiunea Druye – Joué-lès-Tours să devină „depășită”. Aceasta a fost ulterior declasificată la rang de drum expres (numerotat RN 851) și apoi transferată către departamentul Indre-et-Loire, primind denumirea RD 751.
Secțiunea dintre Langeais și Druye este gratuită pentru a permite reducerea traficului de pe digul Loarei dintre Tours și Langeais.
Începând cu 2016, au fost realizate lucrări pentru fluidizarea traficului pe mai multe viaducte. Astfel, cinci structuri au fost dublate pentru a permite circulația pe 2 x 2 benzi.
În departamentul Loir-et-Cher, viaductele Sauldre (Pruniers-en-Sologne) și Cher au fost date în folosință la sfârșitul anului 2019 cu configurația de 2 × 2 benzi.
În departamentul Indre-et-Loire, mai spre vest, viaductele Langeais (care traversează pârâul Agneaux și linia feroviară SNCF) și Perrée (pe teritoriul comunei Saint-Patrice) au fost date în folosință în 2020 cu configurația de 2 × 2 benzi. Viaductul Roumer (care traversează râul cu același nume) a fost, de asemenea, adaptat la 2 × 2 benzi la sfârșitul lunii aprilie 2021.

## Traseu
| De la A11 până la ieșirea 7, secțiunea este cu taxă, în sistem închis, concesionată companiei Cofiroute.  | |              |
| Intersecție                                                                                               | Nod rutier între A11 și A85: Nantes, Angers; Paris, Le Mans.                                                                                       | A11 E60 E501 |
| A85 E60                                                                                                   | |              |
| 1 - Beaufort-en-Vallée                                                                                    | Oraș deservit: Beaufort-en-Vallée. |              |
| | Zone de servicii: Longué - la Couaille (sens Angers > Vierzon); Longué - les Cossonnières (sens Vierzon > Angers).                                 |              |
| 2 - Longué-Jumelles                                                                                       | Orașe deservite: Baugé, Longué-Jumelles. |              |
| 3 - Vivy                                                                                                  | Orașe deservite: Saumur, Vernantes. |              |
| | Trecerea din departamentul Maine-et-Loire în departamentul Indre-et-Loire. Trecerea din regiunea Pays de la Loire în regiunea Centre-Val de Loire. |              |
| | Zone de odihnă: Chouzé-sur-Loire (sens Angers > Vierzon) ; Saint-Nicolas-de-Bourgueil (sens Vierzon > Angers).                                     |              |
| 5 - Bourgueil                                                                                             | Orașe deservite: Chinon, Bourgueil. |              |
| | Punctul de taxare Restigné. |              |
| | Viaductul Perrée. |              |
| | Tunelul Saint-Patrice. |              |
| | Viaductul Roumer. |              |
| | Viaductul Langeais. |              |
| 7 - Bourgueil                                                                                             | Orașe deservite: Saint-Cyr-sur-Loire, Luynes, Langeais, Cinq-Mars-la-Pile.                                                                         | RD952        |
| De la ieșirea 7 până la M751 (37), secțiunea este gratuită și concesionată companiei Cofiroute.           | |              |
| | Pod peste Loire. |              |
| 8 - Villandry                                                                                             | Orașe deservite: Villandry, Lignières-de-Touraine.                                                                                                 |              |
| | Zonă de servicii: Les jardins de Villandry (în ambele sensuri).                                                                                    |              |
| 8.1 - La Recoulière                                                                                       | Oraș deservit: Druye-Site industriel. |              |
| 9 - Druye                                                                                                 | Oraș deservit: Azay-le-Rideau, Monts (nod rutier parțial).                                                                                         |              |
| Intersecție                                                                                               | Nod rutier între M751 și A85: Tours (nod rutier parțial).                                                                                          | M751         |
| 9 - Druye                                                                                                 | Oraș deservit: Chinon, Azay-le-Rideau (nod rutier parțial).                                                                                        |              |
| De la M751 (37) până la A10, secțiunea este cu taxă, în sistem deschis, concesionată companiei Cofiroute. | |              |
| Intersecție                                                                                               | Nod rutier între A10 și A85: Bordeaux, Poitiers, Châtellerault; Le Mans, Paris, Tours.                                                             | A10 E05 E60  |
| De la A10 până la A71, secțiunea este cu taxă, în sistem închis, concesionată companiei Cofiroute.        | |              |
| A85 E604                                                                                                  | |              |
| | Punctul de taxare Veigné. |              |
| 10 - Esvres                                                                                               | Oraș deservit: Châteauroux, Loches, Cormery, Chambray-lès-Tours, Montbazon.                                                                        | RD943        |
| | Zonă de servicii: Le Val de Cher (în ambele sensuri).                                                                                              |              |
| 11 - Bléré                                                                                                | Oraș deservit: Loches, Amboise, Montrichard, Chenonceaux, Bléré.                                                                                   |              |
| | Viaductul Beugnon. |              |
| | Viaductul Chézelles. |              |
| | Trecerea din departamentul Indre-et-Loire în departamentul Loir-et-Cher.                                                                           |              |
| | Zone de odihnă: La Canarderie (sens Angers > Vierzon); Le Bois de Faix (sens Vierzon > Angers).                                                    |              |
| | Viaductul Cher. |              |
| | Viaductul Aubrière (peste RD976 și liniile feroviare SNCF).                                                                                        |              |
| 12 - Saint-Aignan                                                                                         | Oraș deservit: Montrichard, Saint-Aignan, Saint-Aignan-ZooParc de Beauval.                                                                         | RD976        |
| 12 - Saint-Aignan                                                                                         | Oraș deservit: Contres, Selles-sur-Cher. |              |
| | Viaductul Sauldre. |              |
| | Zonă de servicii: Romorantin (în ambele sensuri).                                                                                                  |              |
| 14 - Villefranche-sur-Cher                                                                                | Oraș deservit: Blois, Romorantin-Lanthenay. |              |
| | Zone de odihnă: Le Jarrier (sens Angers > Vierzon); La Grange Rouge (sens Vierzon > Angers).                                                       |              |
| Intersecție                                                                                               | Nod rutier între A71 și A85: Lyon, Bourges, Vierzon; Paris.                                                                                        | A71 E09      |
| A85 E604                                                                                                  | |              |